# Ivan Contreras-Brunet
Pour les articles homonymes, voir Brunet.
Ivan Contreras-Brunet, né le 19 février 1927 à Santiago du Chili et mort le 1er septembre 2021 à Vendôme en France est un artiste contemporain plasticien.

## Biographie
Ivan Contreras-Brunet est né le 19 février 1927 à Santiago du Chili.
Il réalise ses premières peintures au début des années 1940, puis il suit les cours de l'École des beaux-arts de Santiago, de 1949 à 1950. Dès 1951, il aborde l'abstraction.
Arrivé en France, à Paris, au début des années 1950, il rencontre de nombreux artistes : Georges Vantongerloo, Auguste Herbin, Jesús-Rafael Soto, Max Bill, Lohse et Marino Di Teana. Premières recherches sérielles. Collages constructivistes à Paris. Long séjour à Vienne, en Autriche.
À New York, il fait connaître ses œuvres auprès des galeries qui le dirigent vers les architectes. Il retourne en Europe.
Il s'établit définitivement à Paris en 1961. Il assume le secrétariat général de l'exposition « Artistes latino-américains de Paris » au musée d'art moderne de la ville de Paris, y invitant en particulier Jorge Camacho, Marta Colvin, Simona Ertan, Joaquin Ferrer, Eduardo Jonquieres, Wifredo Lam, Jesús-Rafael Soto et Hervé Télémaque.
En 1968 : rencontre de Michel Seuphor en février. Cofondateur du groupe CO-MO (constructivisme et mouvement) avec Breuer, Seuphor, Luc Peire, Romano Zanotti et Calos.
Contreras-Brunet devient membre du Comité du Salon des réalités nouvelles en 1970.
En 1972, il représente le Chili avec une salle personnelle à la Biennale de Venise (préface de Michel Seuphor).
Devenu membre du Comité du Salon Comparaisons en 1978, il était [précision nécessaire] vice-président.

## Expositions personnelles
- 1969 : Maison des Quatre-Vents, Paris, SM 13, Studio d'Arte Moderna, Rome, préface de Nino Calos.

Centre CO-MO, Paris, France. Préface de Michel Seuphor.
- 1971 : Galerie l'Amateur, Beyrouth, Liban.
- 1972 : Salle personnelle à la XXXVle Biennale de Venise, Italie. Préface de Michel Seuphor. Galerie Luz, Manille, Philippines.
- 1973 : Galerie Nouvelles Images, La Haye, Pays-Bas (aquarelles).

Galerie de la Trinita, Rome, Italie.
- 1974: Galerie Vismara, Milan, Italie, préface de Luigi Lambertini. Maison Karkabi, Faraya, Liban (aquarelles). Galerie Litoarte, Bergame, Italie (graphiques).
- 1975 : Galerie Nouvelles Images, La Haye, Pays-Bas, préface de Michel

Seuphor. Galerie Unimedia, Gênes, Italie (aquarelles). Galerie Kefri, Bergame, Italie.
- 1976 : Galerie Vismara, Milan, Italie.
- 1977 : Galerie Contini, Rome, Italie. Galerie Pa Szepan, Gelsenkirchen, Allemagne. Galerie de l'Université-Paris Sculpt, Paris, France.
- 1978 : Galerie Sincron, Brescia, Italie. Galerie Patrick Serra, Bergame, Italie.
- 1979 : Galerie Moris, Tokyo, Japon (aquarelles). Galerie Günther and Schwan, Essen, Allemagne.
- 1980 : Arte, Rome, Italie, Galerie Latzer, Kreuzlingen, Suisse, Galerie Épreuve d'artiste, Beyrouth, Liban.
- 1982 : Galerie Faris, Paris, France.
- 1984 : Treffpunkt Kunst, Saarlouis, RFA, préface de Michel Seuphor.
- 1989 : TSA Galerie (Tokyo School of Arts), Tokyo, Japon.
- 1990 : Galerie Latzer, Kreuzlingen, Suisse, préface du Dr Christina Weiss.
- 2011 : galerie wuensch aircube, Linz, Autriche.

## Réalisations monumentales
- 1974 : Faculté des Lettres, université de Nimègue, Pays-Bas (en collaboration avec la Galerie Nouvelles Images, La Haye).
- 1975 : Réception et restaurant OCÉ-Van der Grinten, Venlo, Pays-Bas (en collaboration avec la Galerie Nouvelles Images, La Haye).
- 1978 : Salle du Conseil, Municipalité de Maasluis, Pays-Bas (en collaboration avec la Galerie Nouvelles Images, La Haye).
- 1979 : Union des banques suisses, Lucerne, Suisse.
- 1984 : murs en céramique à l'Allée du Parc de Noisy, Noisy-le-Grand, Marne-la-Vallée, Disneyland Paris, France.